# Światowątpliwości
Światowątpliwości – album zespołu Profanacja wydany w 2003 roku przez wydawnictwo Zima na CD i kasecie. Pierwszy materiał Profanacji po niemalże dziewięcioletniej przerwie.

## Skład
- Arkadiusz Bąk - śpiew, teksty
- Maciej Jan Kucharski - gitara basowa
- Sławomir Stec - gitara
- Kazimierz "Bonzo" Dudek - perkusja

Gościnnie:
- Paweł "Prypol" Pelc - chórki

## Lista utworów
1. Prolog
2. Światowątpliwości
3. Żadnych pał
4. Wrzesień
5. Paragraf dwudziesty trzeci
6. Wiara
7. Nikomu nigdy
8. Czego nie powiedzą słowa
9. Korporacja
10. Statek idiotów
11. Mając raczej gdzieś
12. Chłód narasta z dnia na dzień